# Denglisch

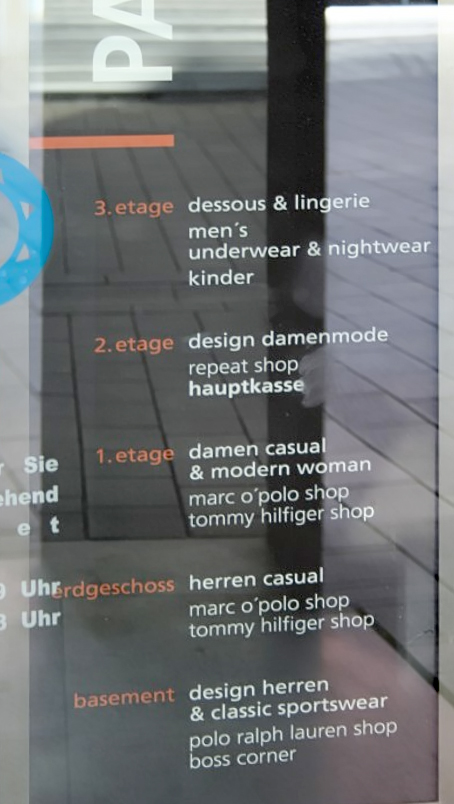
Mischung aus Deutsch, Englisch und Französisch in einem Bekleidungshaus

Denglisch, auch Denglish oder Engleutsch, ist eine Kontraktion aus „Deutsch“ und „Englisch“. Es ist ein abwertender Begriff aus der deutschen Sprachpflege. Diese verwendet den Begriff, um den vermehrten Gebrauch von Anglizismen und Scheinanglizismen in der deutschen Sprache zu bemängeln.

## Der Unterschied zwischen Denglisch und Anglizismus
Anglizismen sind aus dem Englischen stammende Fremdwörter (zumeist Substantive oder substantivierte Verben: comic, hobby, TV, e-mail, computer, laptop) oder aus der englischen Sprache übernommene Phrasen (z. B. „Liebe machen“ von to make love). Was ein Anglizismus ist, kann durch objektiv feststellbare Kriterien bestimmt werden. Der Begriff „Anglizismus“ ist wertneutral. „Denglisch“ – ein Kofferwort, das sich aus De–utsch und Englisch zusammensetzt – ist hingegen ein abwertender Begriff aus der deutschen Sprachpflege. Was der Begriff genau umfasst, ist nicht nach wissenschaftlichen Kriterien bestimmbar, sondern folgt aus einer subjektiven Einschätzung dessen, der ein Sprachphänomen als „Denglisch“ bezeichnet. Entsprechend vielfältig sind die Definitionen des Begriffs:
Von Denglisch sprechen einige vor allem dann, wenn nicht nur Substantive, sondern auch – wenngleich seltener – englische Verben und Adjektive in die deutsche Sprache übernommen werden.
Beispiele:
- Das ist eine stylische Hose.
- Der Flug wurde gecancelt.
- Ich habe das Programm downgeloadet (oft auch gedownloadet).[1]

Das ist eine schicke, modische Hose, Der Flug wurde abgesagt und Ich habe das Programm heruntergeladen sind im Sprachgebrauch ebenso möglich und verständlich.
Bei diesen Beispielen zeigt sich, dass deutsche Morpheme an die englischen Wörter angefügt werden, damit die Entlehnungen in die korrekte deutsche Syntax passen. Auch dies wird von Denglisch-Kritikern für bedenklich gehalten. Die Sprachwissenschaft sieht hierin jedoch einen Beweis für die fortwährende Lebenskraft der deutschen grammatikalischen Strukturen: Die englischen Elemente werden nicht einfach mit der englischen Flexion übernommen – was im Deutschen in der Tat ungrammatisch wäre –, sondern formal korrekt an die Gegebenheiten der deutschen Sprache angepasst. Ungewohnt ist hier allein die Tatsache, dass auch Adjektive und Verben entlehnt werden, während sich die sprachliche Entlehnung sonst fast ausschließlich auf Substantive beschränkt, die ihrerseits ebenfalls in das deutsche Flexionssystem eingegliedert werden müssen, vgl. die/das E-Mail, die E-Mails; der Server, die Server. 
Als Denglisch wird kritisierend auch die Konstruktion neuer Ausdrücke bezeichnet, die sich aus englischen und deutschen Wortbestandteilen zusammensetzen. Darauf trifft der Begriff Anglizismus bestenfalls eingeschränkt zu, man spricht von Hybridbildungen. Ein Beispiel dafür ist Backshop – auch Back Shop oder Backstore –, gebildet aus dem deutschen Wort backen und dem englischen Wort shop bzw. store (dt. Laden, Geschäft). Bezeichnet werden damit Bäckereien oder Backwarengeschäfte, allerdings hat das gleichklingende Wort buck im Englischen die umgangssprachliche Bedeutung „Dollar“ und das gleichgeschriebene back im Englischen mehrere eigene Bedeutungen, darunter „Rücken“, „zurück“ und „Lehne“.

## Entwicklung und Beispiele

### Fremd- und Lehnwörter
Da sich die englische Grammatik von der deutschen unterscheidet, treten bei Anglizismen oft Unsicherheiten bzgl. der Beugungsregeln und des Wortgeschlechts auf (siehe auch Neologismen und Sprachnorm).
Bei Übersetzungen aus dem Englischen werden oftmals formal entsprechende deutsche Wörter verwendet, auch wenn diese sonst nicht in derselben Bedeutung üblich sind, etwa Novelle für engl. novel ‚Roman‘. Der Bedeutungswandel von Wörtern – der in jeder Sprache ein normaler Vorgang ist – wird durch diese stark an der Ausgangssprache orientierten Übersetzungen beschleunigt. Ohne Prüfung auf ein bekanntes deutsches Äquivalent können auch zunächst weitgehend unverständliche Neuschöpfungen entstehen, wie Nonproliferationsvertrag (englisch non-proliferation treaty), obwohl dafür im Deutschen bereits seit den späten 1960er Jahren der Ausdruck Atomwaffensperrvertrag eingeführt und bekannt ist.
Aufgrund der Vorherrschaft der englischen Sprache in Wirtschaft, Wissenschaft, Popmusik und Informatik sind vor allem in den dort gesprochenen Jargons Sätze zu finden, in denen viele Anglizismen verwendet werden:
„Ich musste die Harddisk neu formatieren, weil der falsch gesteckte Jumper zur data corruption geführt hat und der Computer gecrasht ist.“
Ohne Anglizismen würde der Satz etwa folgendermaßen lauten:
„Ich musste die Festplatte neu formatieren, weil die Daten durch eine falsch gesetzte Steckbrücke beschädigt wurden und der Rechner abgestürzt ist.“
Auch im Bereich der Vermarktung werden häufig Schlagwörter mit gutem Klang verwendet, deren Bedeutung aber aufgrund mangelnder Übersetzungsgrundlage manchmal unklar ist. Ebenso werden neue Verfahren und Erfindungen oft auf Englisch benannt und abgekürzt. Dadurch entstehen meist einheitliche Produktbezeichnungen in den Herstellungs- und Vermarktungsprozessen einer globalisierten Wirtschaft. Allerdings werden bisweilen auch anglophone Wortneuschöpfungen nur im deutschen Sprachraum verwendet, vgl. Scheinanglizismus.
In früheren Jahren wurden aus Fach- oder Sozialjargons importierte Wörter in ihrer Schreibweise dem Deutschen oft angepasst und erfuhren in manchen Fällen auch einen Bedeutungswandel. Beispiele für Anpassungen sind Couvert zu „Kuvert“, Cakes zu „Keks“ oder auch Disquettes zu „Disketten“. Heute verzichtet man, gerade bei Begriffen aus dem Englischen, wieder weitgehend auf solche Anpassungen. So setzte sich die in den 1980er Jahren vorgeschlagene Variante „Komputer“ nicht durch; die lautgerechte Schreibweise Kompjuter bürgerte sich im allgemeinen Sprachgebrauch ebenfalls nicht ein. Heute hat sich neben der Bezeichnung Computer auch der deutsche Begriff „Rechner“ durchgesetzt, der auf den Computer-Pionier Konrad Zuse zurückgeht.
Das Bestreben vieler Wirtschaftsunternehmen im deutschsprachigen Raum, sich möglichst weltoffen und international darzubieten, aber auch die in der Jugendsubkultur schon länger vorhandene Neigung zu Anglizismen führte zur Aufnahme dieser Entwicklung durch die Werbewirtschaft und die Medien. Das hatte wiederum zur Folge, dass sich die restliche Wirtschaft und große Teile der Bevölkerung der Entwicklung anpassten. Das seit den 1990er Jahren verstärkte Einsickern englisch „klingender“ Begriffe in alle Lebensbereiche erhielt noch einen Schub durch den von Fachbegriffen angeführten Aufschwung des PC-Marktes, die schnelle Verbreitung des Internets und die damit verbundene Beschäftigung mit Informatik und angrenzenden Wissensgebieten.
Die Verwendung aus dem Englischen entlehnter Wörter in spezifischen Kontexten ohne Beachtung des im anglophonen Sprachraum zugehörigen gesamten pragmatischen Kontextes führt bei darauf basierten Zusammensetzungen mitunter zu semantischen Verwirrungen (falschen Freunden, Scheinanglizismen): Beispielsweise bewarb ein deutsches Unternehmen, wohl um den Begriff Rucksack (der im Übrigen aus dem Deutschen ins Englische Einzug gefunden hat, siehe auch Liste deutscher Wörter im Englischen) zu vermeiden, eine Umhängetasche als body bag, was im englischen Sprachgebrauch jedoch Leichensack bedeutet.
Anders beeinflusst, aber mit dem gleichen Ergebnis, waren auch die Versuche der DDR, internationale Anerkennung durch die Einführung derartiger Begriffe in die Umgangssprache zu gewinnen. Das Wort Broiler für Brathähnchen ist nur ein Beispiel dafür.
Durch Internationalisierung und Globalisierung der Gesellschaft und durch den technischen und wissenschaftlichen Fortschritt sowie die damit einhergehende Verbreitung englischer Fachbegriffe ergibt sich einerseits eine Anpassung der deutschen Sprache an die neuen Lebensumstände, andererseits führt die Weltverkehrssprachenfunktion und die Rolle des Englischen als erste Fremdsprache dazu, dass sich der deutsche Sprachraum verstärkt des Englischen zum Entlehnen von Begriffen bedient. Einige Menschen empfinden diesen Wandel, der sich auch in der deutschen Sprachentwicklung niederschlägt, als störend und sehen darin Gefahren für die Fortschreibung und Festschreibung der deutschen Sprachkultur.
Das Entlehnen und Anpassen englischer Wörter stellt eine der aktuellen Entwicklungen in der deutschen Sprache dar. Im Rahmen dieser Entwicklung erhalten die Lehnwörter ein deutsches Gewand, beispielsweise grammatikalisches Geschlecht, Pluralendung und eine allgemein akzeptierte Bedeutung und einen Kontext.
Beispiele: „Ich habe gedownloadet“ (oder „geupdatet“) wird (unter anderem in Veröffentlichungen von Microsoft gemäß den hauseigenen Stilrichtlinien, die bis Herbst 2005 galten) genauso häufig verwendet wie die (unter anderem laut Duden) korrekte Form „Ich habe downgeloadet“ (diese Form folgt den Konjugationsregeln der deutschen Sprache [down = herunter + geloadet = geladen]).
Mitunter bekommt eine Abkürzung sogar ein anderes grammatikalisches Geschlecht als ihre Langform: Die URL (wegen die Internetadresse) ist weit häufiger als der URL (wegen der maskulinen Endung von locator), wenn von der normierten Einheitsform einer Internetadresse gesprochen wird.

### Grammatik
Ein weiteres Phänomen ist die Verwendung englischer grammatikalischer Konstruktionen im Deutschen (Lehnsyntax). Sie können durch unprofessionelles Übersetzen englischer Texte entstehen oder etwa durch schlechte Filmsynchronisationen englischsprachiger Filme etc. Der britisch-deutsche Journalist Alan Posener stört sich denn auch an der durch die englische Grammatik beeinflussten, seiner Meinung nach falsch verwendeten deutschen Grammatik, etwa auf Anzeigetafeln von Flugsteigen.
Beispiele:
- once more – einmal mehr (statt z. B.: „wieder“, „wiederum“, „wieder einmal“, „noch einmal“, „nochmals“, „abermals“, „erneut“, „aufs Neue“).[5]
Die Formulierung „einmal mehr“ in dieser Bedeutung ist im Deutschen grammatisch falsch. Sie ist jedoch in anderen Bedeutungen richtig, z. B. „Die Stadt hatte früher einmal mehr Einwohner als heute.“ oder in Verbindung mit „nicht“: „Die Stadt hat heute nicht einmal mehr halb so viele Einwohner wie damals.“ Deshalb können sich daraus besondere Verständnisschwierigkeiten ergeben.
 Auch die falsche Kombination von englischer und deutscher Grammatik zu „wieder einmal mehr“ findet sich, wobei es auch hier eine richtige deutsche Verwendung gibt, z. B. „Das Land hat wieder einmal mehr Medaillen gewonnen als alle anderen.“
- in 1968 (Jahresangabe – statt: „im Jahr[e] 1968“ oder nur „1968“) – allerdings schon immer im Kaufmannsdeutsch
- to remember sth. – etwas erinnern, ich erinnere etwas (statt: „sich an etwas erinnern“, „ich erinnere mich an etwas“); wobei angemerkt werden sollte, dass sich diese Formulierung auch in einigen Dialekten (etwa dem Norddeutschen) wiederfindet und auch Sigmund Freud das Verb erinnern durchweg transitiv verwendet hat
- to realize sth. – etwas realisieren (statt: „etwas begreifen“, „etwas fassen“, „etwas erkennen“). Beliebt ist dieser, laut Duden aber als Zweitbedeutung zulässige, Gebrauch bei Sportreportern, die die Sportler fragen, ob oder wann sie ihren „Sieg realisiert“ hätten. Die Erstbedeutung von realisieren ist im Deutschen aber „etwas verwirklichen“, „etwas in die Tat umsetzen“.
- to communicate sth. – etwas kommunizieren, obwohl „kommunizieren“ im Deutschen intransitiv ist. Wird immer häufiger für „bekanntmachen, mitteilen“ gebraucht.

Während man bei den entlehnten Wörtern (Substantiven, Verben, Adjektiven), die dem Denglischen zuzuzählen sind, argumentieren kann, dass die Anpassung dieser Wörter an die Regeln der deutschen Sprache ein Zeichen von Lebenskraft und Wandlungsfähigkeit sei, gilt hier wohl das Umgekehrte: Grammatische Strukturen der deutschen Sprache gehen verloren und werden durch englische Strukturen ersetzt. Dies gilt auch für die in Synchronisationen oft vorkommende durchgehende Benutzung des Präteritums in Anlehnung an das englische Original, obwohl im Deutschen beispielsweise Perfekt gebräuchlicher wäre.
Bei der transitiven Verwendung von „erinnern“ ist anzumerken, dass diese Wendungen in früheren Jahrhunderten im Deutschen gebraucht wurden. Die genannte Form ist also im Literaturkanon aufzufinden. Sie als Denglisch zu kritisieren, kann als Hyperkorrektur betrachtet werden. Gegner des Denglischen werden hingegen anmerken, dass die alte Form längst ausgestorben wäre und nur der heutige Sprachgebrauch ausschlaggebend sei, ob eine Form als Denglisch einzustufen ist oder nicht.
Ein häufig angeführtes Beispiel für Denglisch ist „Sinn machen“, wie es z. B. vom Sachbuchautor Bastian Sick angeführt wird. Es kann jedoch gezeigt werden, dass Dinge schon seit langer Zeit „Sinn machen“. Die Vermutung der Übernahme aus dem Englischen ist damit zumindest fragwürdig, wenn nicht falsch. Dieses Beispiel weist damit Merkmale einer volksetymologischen Deutung auf.
Möglich ist ein englischer Einfluss in der Orthographie bei den durch Apostroph abgetrennten Endungen mit -’s („Apostrophitis“), der vor allem bei Genitiven auftritt wie in „Angela’s Frittenbude“, aber auch bei Pluralen, etwa „LKW’s“. Eine ähnliche Normabweichung, nämlich die fälschliche Abtrennung des Plural-s, tritt auch im Englischen häufig auf und wird dort als greengrocers’ apostrophe bezeichnet.

## Andere Länder
Diese Entwicklung ist allerdings nicht auf Deutschland oder den deutschsprachigen Raum beschränkt. Seit Präsident Charles de Gaulle versucht man in Frankreich, den Einfluss von Anglizismen auf die französische Sprache – das „Franglais“ – mit immer neuen Gesetzen einzudämmen, zuletzt durch die Loi Toubon, benannt nach dem damaligen Minister für Kultur und die Frankophonie, Jacques Toubon. Ähnliche Sprachschutzgesetze bestehen auch in Lettland, Litauen, Polen, Québec, Rumänien, Slowenien, Tschechien und Ungarn und werden in weiteren Ländern diskutiert. In den genannten Ländern beziehen sich die gesetzlichen Regelungen zum Teil nur auf die öffentliche Verwaltung, werden aber auch an den Verbraucherschutz gekoppelt, so dass etwa Verträge und Bedienungsanleitungen immer auch in der Landessprache vorliegen müssen und nur die Fassung in der Landessprache Rechtskraft besitzt.
Neben Franglais (Franglish) gibt es unter anderem Spanglish (Spanisch), Engrish, Italglish (Italienisch), Hinglish (Hindi), Ponglisch (Polnisch) und Svengelska (Schwedisch).

## Andere Sprachen
Für Französisch-Deutsch gibt es seit spätestens 1980 den von der deutschen Presse geprägten Begriff Frutsch.
Auf Niederländisch spricht man vom steenkolenengels. Dieses Steinkohle-Englisch bezieht sich darauf, dass früher englische Schiffe Steinkohle in niederländischen Häfen geladen haben. Steenkolenengels ist heute schlechtes, von niederländischen Ausdrücken geprägtes Englisch von Niederländern. Analog dazu wurde auch steenkolenduits für vergleichbares Deutsch geprägt. Als Beispiel dafür wird oft die Ausdrucksweise des belgischen Fußballers Jean-Marie Pfaff genannt.
Für europaübergreifende Spezialwörter gibt es die Bezeichnungen Eurospeak, Eurotalk, Eurojargon, Eurokratisch oder abwertend Eurokauderwelsch.

## Diskussionsstand
In der Sprachwissenschaft ist die Auffassung unstrittig, dass Sprache ständigen Einflüssen und Veränderungen unterworfen ist. Eine „reine“ oder „bessere“ Sprache gibt es daher nicht. Seit man überhaupt von einer deutschen Sprache reden kann, steht diese in ständigem Kontakt mit verschiedenen europäischen Sprachen, denen sie Zehntausende von Wörtern entlehnt hat. Demnach sind Entwicklungen wie Denglisch für lebendige Sprachen typisch.
Häufig wird die Meinung vertreten, viele Dinge könne man im Deutschen nicht ebenso gut ausdrücken. Ferner gibt es die Ansicht, es sei positiv, dass neu entstandene Begriffe, etwa in der Technik, international einheitlich verwendet werden. Gerade im Internet fördere dies die Verständlichkeit. Für Menschen, die Fremdsprachen erlernen oder sprechen, stelle es eine große Erleichterung dar, wenn neue Begriffe (Neologismen) nicht übersetzt werden müssen. Wirtschaftsräume, die sich sprachlich dem vorherrschenden angloamerikanischen Sprachraum anpassten, genössen Wettbewerbsvorteile gegenüber isolierten Sprachräumen. Außerdem wird argumentiert, der „Kampf“ gegen das Denglische sei eher ein Scheingefecht, da es eigentlich um allgemeinen Kulturpessimismus oder einen latenten Antiamerikanismus gehe. Vereinzelt werden Eindeutschungsversuche von bereits gängigen Anglizismen als sprachrealitätsfern eingestuft, beispielsweise „Zwischennetz“ statt „Internet“. Jedoch setzen sich manche derartige Wörter durch, wie etwa „Datei“ statt des in den 1970er Jahren noch üblichen „File“.
Menschen, die den Gebrauch des Denglischen kritisieren und sich der Sprachpflege verpflichtet fühlen, vertreten die Auffassung, dass man dieselben Dinge auch auf Deutsch ausdrücken könne. Das Hauptargument ist, dass Sprache der Verständigung diene und daher die Verständlichkeit auch bei Neubildung von Begriffen vorrangig behandelt werden solle. Dabei werden deutsche Wörter, die vor dem Auftreten eines bestimmten als Denglisch angesehenen Ausdrucks oder eines Anglizismus bereits vorhanden waren, weiter verwendet (motherboard = Hauptplatine) oder neu belebt. Außerdem werden Wörter gesucht oder neu gebildet, die stimmig und alltagstauglich sind. Auch rechtsextreme Organisationen wie die NPD meiden häufig Anglizismen und verwenden gelegentlich unübliche Eindeutschungen, wie „Weltnetz“ statt „Internet“.
Andere Kritiker zielen weniger auf eine Reinhaltung der Sprache, sondern mehr auf den Aspekt ab, dass Denglisch für sie eine Art „Modetorheit“ darstellt. Durch Benutzung von Denglisch werde hauptsächlich eine vermeintliche Überlegenheit und Weltgewandtheit und ein allgemeines Aktuell-Sein demonstriert, wobei das Gegenüber mit Floskeln beeindruckt werden solle.
Auch im angelsächsischen Sprachraum wurde dies bereits bemerkt und abwertend German linguistic submissiveness (deutsche sprachliche Unterwürfigkeit) benannt. Allerdings ist dies als deutsches Phänomen ebenfalls dem übrigen Ausland geläufig.
Das Englische spiele demnach heute eine ähnliche Rolle wie zuvor Latein und Französisch, beides Sprachen, die im deutschen Sprachraum früher oft eingesetzt wurden, um vermeintliche Überlegenheit zu signalisieren. Dies wird inzwischen auch aus sprach- und kulturwissenschaftlicher Sicht angenommen: Das Sprechen von Denglisch wird aus dieser Perspektive als Ritual gewertet. Der häufige Gebrauch von Anglizismen im beruflichen Umfeld soll dabei den Eindruck erwecken, man selbst sei international, gebildet und gehöre zur Leistungselite. Damit ist Denglisch formales Mittel der sozialen Differenzierung und Abgrenzung. Der Versuch von Marketingabteilungen und Werbeagenturen, Produkte, Dienstleistungen oder Firmennamen mit Hilfe englischer oder vermeintlich englischer Begriffe als überlegen und besonders innovativ erscheinen zu lassen, kann aus der Perspektive englischer Muttersprachler zu komischen oder unverständlichen Ergebnissen führen. Ein Beispiel ist „Bad-Design“ für „Badezimmer-Gestaltung“. Das wirkt missverständlich, weil „bad“ im Englischen „schlecht“ bedeutet.